# 首都医科大学附属北京儿童医院
首都医科大学附属北京儿童医院位于北京市西城区南礼士路56号，是三级甲等综合性儿科医院。医院同时承担首都医科大学儿科医学院的任务，2017年成为国家儿童医学中心。医院总占地面积7万平方米，建筑面积12万平方米，编制病床970张，年门诊量300余万人次，住院病人7万余人次，手术逾2.3万例。

## 儿童医院新址
医院将在通州区台湖总部基地附近建立新址，预计2025年6月开工，2029年建成。儿童医院新址附近规划有北京地铁S6线的儿童医院站。
此外，北京儿童医院亦有意在海淀区西北部筹划设计另一院区。

## 历史
- 1942年，诸福棠院士创办北平私立儿童医院[1]。
- 2017年，被中华人民共和国国家卫生和计划生育委员会批准成为国家儿童医学中心。
- 2019年，被中华人民共和国国家卫生健康委员会批准设立国家儿童肿瘤监测中心。